# Pantalla de punts quàntics

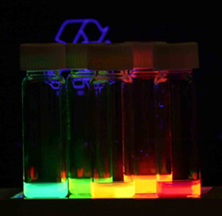
Punts quàntics col·loïdals irradiats amb llum UV. Els punts quàntics de diferents mides emeten llum de color diferent a causa del confinament quàntic.

Una pantalla de punts quàntics és un dispositiu de visualització que utilitza punts quàntics (QD), nanocristalls semiconductors que poden produir llum vermella, verda i blava monocromàtica pura.
Les partícules de punts quàntics fotogràficament emissives s’utilitzen en una capa de QD que utilitza la llum blava d'una llum de fons per emetre colors bàsics purs que milloren la brillantor de la pantalla i la gamma de colors reduint les pèrdues de llum i la interconnexió de color als filtres de color LCD RGB, substituint els fotoresistors de colors tradicionals per filtres de color LCD RGB. Aquesta tecnologia s’utilitza en pantalles LCD retroiluminades amb retroil·luminació LED, tot i que és aplicable a altres tecnologies de visualització que utilitzen filtres de color, com ara blau/UV OLED o MicroLED. Els LCD retroiluminats amb LED són l'aplicació principal dels punts quàntics, on s’utilitzen per oferir una alternativa a les pantalles OLED.
Les pantalles de punts quàntics electro-emissives o electroluminiscents són un tipus de pantalla experimental basades en díodes emissors de llum de punts quàntics (QD-LED; també EL-QLED, ELQD, QDEL). Aquestes pantalles són similars a les pantalles amb díodes emissors de llum orgànics de matriu activa (AMOLED) i a les pantalles MicroLED, ja que la llum es produeix directament en cada píxel aplicant corrent elèctric a nano-partícules inorgàniques. Les pantalles QD-LED podrien suportar pantalles grans i flexibles i no es degraden tan fàcilment com les pantalles OLED, cosa que els converteix en bons candidats per a pantalles de TV de pantalla plana, càmeres digitals, telèfons mòbils i consoles portàtils.
A partir de 2019, tots els productes comercials, com ara televisors LCD que utilitzen punts quàntics i anomenats com a QLED, utilitzen partícules foto-emissores. Els televisors QD-LED electroemissius només existeixen als laboratoris, tot i que Samsung està treballant per llançar pantalles QDLED electroemissives "en un futur proper", mentre que altres dubten en què aquestes pantalles QDLED es converteixin mai en un ordinador.
Les pantalles emissives de punts quàntics poden aconseguir el mateix contrast que les pantalles OLED i MicroLED amb nivells de negre "perfectes" amb els píxels apagats. Les pantalles Quantum Dot són capaces de mostrar gammes de colors més àmplies que els OLED, amb alguns dispositius que s’acosten a la cobertura completa de la gamma de colors BT.2020.

## Principi de funcionament

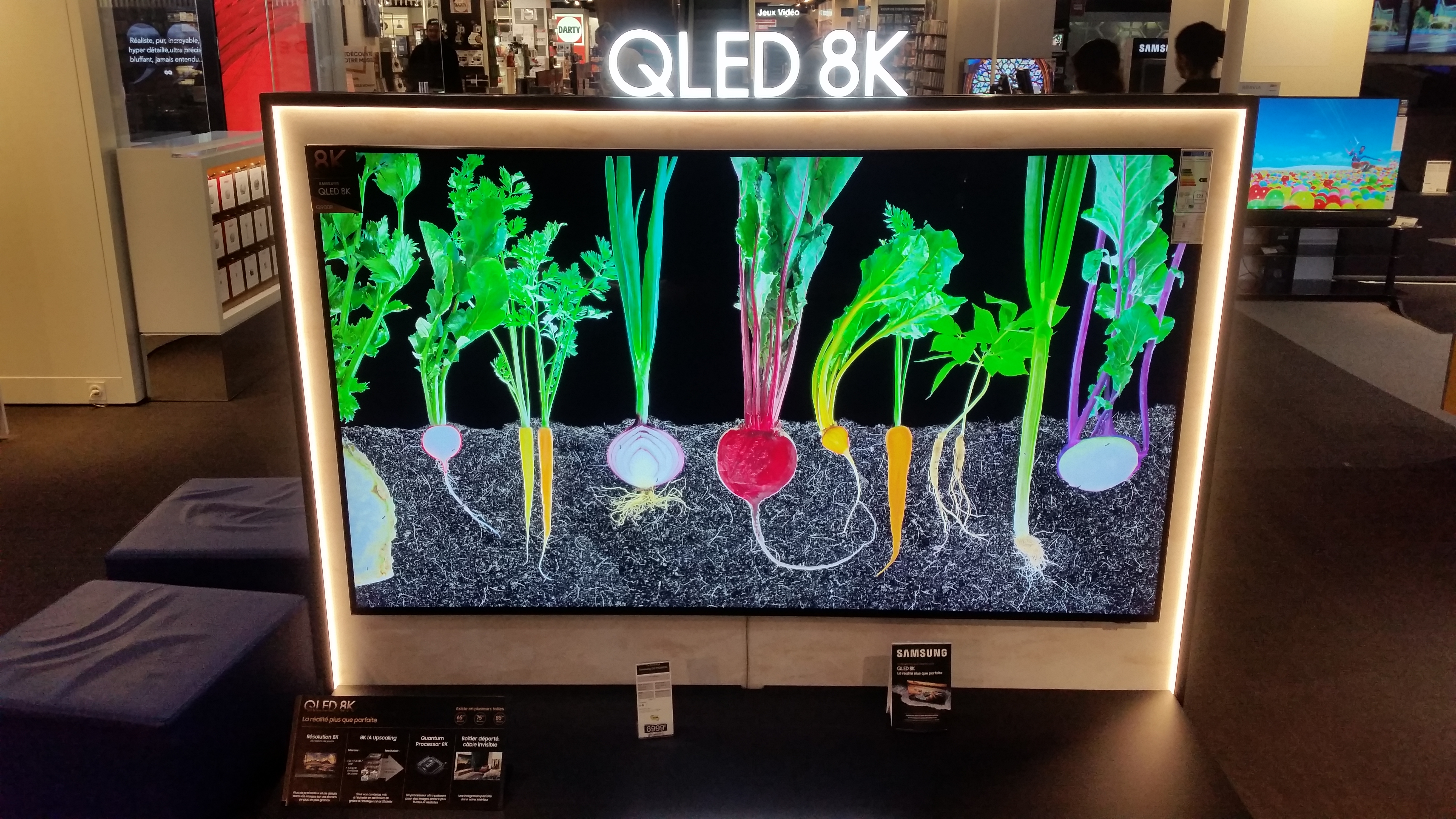
Samsung QLED TV 8K - 75 polzades

La idea d'utilitzar els punts quàntics com a font de llum va sorgir als anys noranta. Les primeres aplicacions van incloure imatges amb fotodetectors d'infraroig QD, díodes emissors de llum i dispositius emissors de llum d'un sol color. A principis de la dècada de 2000, els científics van començar a adonar-se del potencial de desenvolupar punts quàntics per a fonts de llum i pantalles.
Els QD són fotoemissius (fotoluminiscents) o electroemissius (electroluminescents), cosa que permet incorporar-los fàcilment a les noves arquitectures de pantalla emissives. Els punts quàntics produeixen naturalment llum monocromàtica, de manera que són més eficients que les fonts de llum blanca quan es filtra el color i permeten colors més saturats que arriben a gairebé el 100% de la gamma de colors Rec. 2020.

### Capa de millora del punt quàntic
Una aplicació pràctica generalitzada és utilitzar la capa de pel·lícula de millora de punts quàntics (QDEF) per millorar la retroil·luminació LED dels televisors LCD. La llum d'una retroil·luminació LED blava es converteix en QDs en vermell i verd relativament pur, de manera que aquesta combinació de llum blava, verda i vermella incorre en menys diafonia blava-verda i absorció de llum als filtres de color després de la pantalla LCD, augmentant així el rendiment de la llum útil i una millor gamma de colors.
El primer fabricant que va enviar televisors d'aquest tipus va ser Sony l'any 2013 com a Triluminos, marca comercial de Sony per a la tecnologia. Al Consumer Electronics Show del 2015, Samsung Electronics, LG Electronics, TCL Corporation i Sony van mostrar retroil·luminació LED de televisors LCD millorada per QD. Al CES del 2017, Samsung va canviar el nom dels seus televisors "SUHD" com a "QLED"; més endavant, a l'abril de 2017, Samsung va formar l'Aliança QLED amb Hisense i TCL per produir i comercialitzar televisors millorats per QD.
Els punts quàntics en vidre (QDOG) substitueixen la pel·lícula QD per una fina capa QD recoberta a la part superior de la placa de guia de la llum (LGP), reduint els costos i millorant-ne l'eficiència.
S’estan investigant els llums de fons blancs tradicionals LED que utilitzen LED blaus amb estructures QD en els xips o en els rails vermell-verd, tot i que les altes temperatures de funcionament afecten negativament la seva vida útil.

### Filtres de colors de punts quàntics
El filtre/convertidor de color QD (QDCF / QDCC) a les pantalles LCD retroil·luminades amb LED utilitzen una capa QD de pel·lícula QD impresa amb tinta amb patrons de subpíxels vermells/verds (és a dir, alineats per coincidir amb precisió amb els subpíxels vermells i verds); punts quàntics per produir vermell pur/llum verda; els subpíxels blaus poden ser transparents per passar a través de la retroil·luminació LED de color blau pur o es poden fer amb punts quàntics de patró blau en cas de llum de fons LED-UV. Aquesta configuració substitueix efectivament els filtres passius de color, que produeixen pèrdues substancials filtrant 2/3 de la llum passant, amb estructures QD fotoemissives, millorant l'eficiència energètica i/o la brillantor màxima i millorant la puresa del color. Com que els punts quàntics despolaritzen la llum, el polaritzador de sortida (l'analitzador) s’ha de moure darrere del filtre de color i incorporar-lo a la cel·la del vidre LCD; això també milloraria els angles de visió. La disposició dins de les cèl·lules de l'analitzador i/o el polaritzador també reduiria els efectes de despolarització a la capa LC, augmentant la relació de contrast. Per reduir l'autoexcitació de la pel·lícula QD i millorar l'eficiència, es pot bloquejar la llum ambiental mitjançant filtres de color tradicionals i els polaritzadors reflectants poden dirigir la llum dels filtres QD cap a l'espectador. Com que només la llum blava o ultraviolada travessa la capa de cristall líquid, es pot fer més prima, donant lloc a temps de resposta de píxels més ràpids.
Nanosys va fer presentacions de la seva tecnologia de filtre de color fotoemissiva durant el 2017; s’esperaven productes comercials per al 2019, tot i que el polaritzador a les cel·les continuava sent un repte important. A partir de desembre de 2019, els problemes relacionats amb el polaritzador a les cel·les continuen sense resoldre’s i no apareixen al mercat cap LCD amb filtres de color QD.
Els filtres/convertidors de color QD es poden utilitzar amb panells OLED o micro-LED, millorant la seva eficiència i gamma de colors. Samsung i TCL investiguen els panells QD-OLED amb emissors blaus i filtres de color vermell-verd a partir del maig del 2019. Samsung té intenció de començar la producció el 2021. A l'octubre de 2019, Samsung Display va anunciar una inversió de 10.800 milions de dòlars, tant en recerca com en producció, amb l'objectiu de convertir totes les seves fàbriques de panells 8G a producció QD-OLED durant el període 2019-2025.

### Díodes emissors de llum de matriu activa
Les pantalles AMQLED utilitzaran nanopartícules QD electroluminescents que funcionen com a LED basats en punts quàntics (QD-LED o QLED) disposats en una matriu activa. En lloc de necessitar una retroil·luminació LED separada per a la il·luminació i una pantalla TFT LCD per controlar la brillantor de les primàries de color, aquestes pantalles QLED controlarien de forma nativa la llum emesa per subpíxels de color individuals, reduint considerablement els temps de resposta dels píxels eliminant la capa de cristall líquid. Aquesta tecnologia també s'ha anomenat pantalla QLED veritable, i punts quàntics electroluminescents (ELQD, QDLE, EL-QLED).
L'estructura d'un QD-LED és similar al disseny bàsic d'un OLED. La principal diferència és que els dispositius emissors de llum són punts quàntics, com ara nanocristalls de selenur de cadmi (CdSe). Una capa de punts quàntics està intercalada entre capes de materials orgànics que transporten electrons i que transporten forats. Un camp elèctric aplicat fa que els electrons i els forats es moguin cap a la capa de punts quàntics, on es capturen al punt quàntic i es recombinen, emetent fotons. La gamma de colors demostrada pels LED QD supera el rendiment de les tecnologies de pantalla LCD i OLED.
Es preveu que la producció massiva de pantalles QLED de matriu activa mitjançant impressió per raig de tinta comenci el 2021. Nanosys, Nanoco, Nanophotonica, OSRAM OLED, Fraunhofer IAP i la Universitat Nacional de Seül estan investigant les solucions de raig de tinta InP (fòsfor d'indi). A partir del 2019, els materials basats en InP encara no estan preparats per a la producció comercial a causa de la vida útil limitada.

## Propietats òptiques dels punts quàntics
El rendiment dels QD està determinat per la mida i/o la composició de les estructures QD. A diferència de les estructures atòmiques simples, una estructura de punts quàntics té la propietat inusual que els nivells d'energia depenen fortament de la mida de l'estructura. Per exemple, l'emissió de llum de punts quàntics CdSe es pot ajustar des del vermell (5 nm de diàmetre) a la regió violeta (punt de 1,5 nm). El motiu físic de la coloració QD és l'efecte de confinament quàntic i està directament relacionat amb els seus nivells d'energia. L'energia de la banda que determina l'energia (i, per tant, el color) de la llum fluorescent és inversament proporcional al quadrat de la mida del punt quàntic. Els QD més grans tenen més nivells d'energia més espaiats, cosa que permet al QD emetre (o absorbir) fotons d'energia inferior (color més vermell). En altres paraules, l'energia del fotó emès augmenta a mesura que disminueix la mida del punt, perquè cal una energia més gran per limitar l'excitació dels semiconductors a un volum més petit.
Les noves estructures de punts quàntics utilitzen indi en lloc de cadmi, ja que aquest últim no està exempt de ser utilitzat en il·luminació per la directiva RoHS de la Comissió Europea i també per la toxicitat del cadmi.
Els LED QD es caracteritzen per colors d'emissió purs i saturats amb ample de banda estret, amb FWHM (amplada completa a la meitat màxima) en el rang de 20 a 40 nm. La seva longitud d'ona d'emissió s’ajusta fàcilment canviant la mida dels punts quàntics. A més, QD-LED ofereix una alta puresa i durabilitat del color combinades amb l'eficiència, la flexibilitat i el baix cost de processament de dispositius emissors de llum orgànics comparables. L'estructura QD-LED es pot sintonitzar en tot el rang de longitud d'ona visible des de 460 nm (blau) a 650 nm (vermell) (l'ull humà pot detectar la llum de 380 a 750 nm). Les longituds d'ona d'emissió s'han ampliat contínuament a la gamma UV i NIR adaptant la composició química dels QD i l'estructura del dispositiu.

## Procés de fabricació
Els punts quàntics són una solució processable i adequada per a tècniques de processament en humit. Les dues tècniques principals de fabricació de QD-LED s’anomenen separació de fases i impressió per contacte.

### Separació de fases
La separació de fases és adequada per formar monocapes QD ordenades de grans superfícies. Es forma una sola capa QD mitjançant la colada per filat d'una solució mixta de QD i un semiconductor orgànic com TPD. Aquest procés produeix simultàniament monocapes QD autoconstruides en matrius empaquetats hexagonalment i col·loca aquesta monocapa damunt d'un contacte co-dipositat. Durant l'assecat amb dissolvent, la fase QD se separa del material de capa inferior orgànica (TPD) i s'eleva cap a la superfície de la pel·lícula. L'estructura QD resultant es veu afectada per molts paràmetres: concentració de la solució, ració de dissolvent, distribució de la mida QD i relació d'aspecte QD. També és important la solució QD i la puresa del dissolvent orgànic.
Tot i que la separació de fases és relativament senzilla, no és adequada per a aplicacions amb dispositius de visualització. Atès que la colada amb rotació no permet patrons laterals de QD de diferents mides (RGB), la separació de fases no pot crear un LED QD multicolor. A més, no és ideal tenir un material de capa inferior orgànic per a un QD-LED; la capa inferior orgànica ha de ser homogènia, una limitació que limita el nombre de dissenys de dispositius aplicables.

### Impressió per contacte
El procés d'impressió per contacte per formar pel·lícules primes QD és un mètode de suspensió a base d'aigua lliure de dissolvents, que és senzill i econòmic, amb un alt rendiment. Durant el procés, l'estructura del dispositiu no està exposada a dissolvents. Atès que les capes de transport de càrrega en les estructures QD-LED són pel·lícules primes orgàniques sensibles als dissolvents, evitar el dissolvent durant el procés és un gran avantatge. Aquest mètode pot produir estructures electroluminescents amb patrons RGB amb una resolució de 1000 ppi (píxels per polzada).
El procés general d'impressió de contacte:
- El polidimetilsiloxà (PDMS) s’emmotlla mitjançant un mestre de silici.
- La cara superior del segell PDMS resultant està recoberta amb una fina pel·lícula de parilè-c, un polímer orgànic aromàtic dipositat per vapor químic (CVD).
- El segell recobert de parilè-c s’imprenta mitjançant colada giratòria d'una solució de QD col·loïdals suspeses en un dissolvent orgànic.
- Després que el dissolvent s’evapori, la monocapa QD formada es transfereix al substrat mitjançant la impressió per contacte.

La matriu de punts quàntics es fabrica mitjançant un muntatge automàtic en un procés conegut com a spin casting: una solució de punts quàntics en un material orgànic s’aboca sobre un substrat, que després s’estableix girant per difondre la solució uniformement.
La impressió per contacte permet la fabricació de LEDs QD multicolors. Es fabrica un QD-LED amb una capa emissiva formada per franges de 25 µm d'amplada de monocapes QD vermelles, verdes i blaves. Els mètodes d'impressió de contacte també minimitzen la quantitat de QD necessària, reduint els costos.

## Comparació
Les pantalles nanocristallines genera un augment del 30% en l'espectre visible, mentre que s’utilitza d'un 30 a un 50% menys d'energia que les pantalles LCD, en gran part perquè les pantalles nanocristallines no necessitarien retroil·luminació. Els LED QD són 50-100 vegades més brillants que les pantalles CRT i LC, i emeten 40.000 llémenes (cd/m²). Els QD es poden dispersar tant en dissolvents aquosos com no aquosos, cosa que proporciona pantalles imprimibles i flexibles de totes les mides, inclosos els televisors de grans superfícies. Els QD poden ser inorgànics, oferint la possibilitat de millorar la vida en comparació amb els OLED (no obstant això, atès que moltes parts del QD-LED solen estar fets de materials orgànics, cal un desenvolupament addicional per millorar la vida útil funciona). A més de les pantalles OLED, les pantalles microLED de selecció i posició emergeixen com a tecnologies competidores a les pantalles nanocristals. Samsung ha desenvolupat un mètode per fabricar díodes de punts quàntics autoemissius amb una vida útil d'1 milió d'hores.
Altres avantatges inclouen millors colors verds saturats, fabricabilitat en polímers, visualització més fina i l'ús del mateix material per generar diferents colors.
Un desavantatge és que els punts quàntics blaus requereixen un control de temps molt precís durant la reacció, perquè els punts quàntics blaus estan lleugerament per sobre de la mida mínima. Atès que la llum solar conté lluminositats aproximadament iguals de vermell, verd i blau en tot l'espectre, una pantalla també necessita produir lluminositats aproximadament iguals de vermell, verd i blau per aconseguir un blanc pur tal com es defineix a la norma CIE D65. Tanmateix, el component blau de la pantalla pot tenir una puresa i/o precisió del color relativament inferior (rang dinàmic) en comparació amb el verd i el vermell, perquè l'ull humà és tres a cinc vegades menys sensible al blau en condicions de llum diürna segons la funció de lluminositat CIE.